# Kindia
Kindia – miasto w zachodniej Gwinei, ośrodek administracyjny regionu Dolna Gwinea. Miasto liczy ok. 218 160 mieszkańców (2012).